# 老唐纳德·威尔斯·道格拉斯
唐纳德·威尔斯·道格拉斯（英語：Donald Wills Douglas Sr.，1892年4月6日—1981年2月1日），全名为老唐纳德·威尔斯·道格拉斯，美国航空企业家，道格拉斯飞行器公司的创办人，该公司后同麦克唐纳飞行器公司合併成为麦克唐纳·道格拉斯，最终并入波音公司。

## 生平

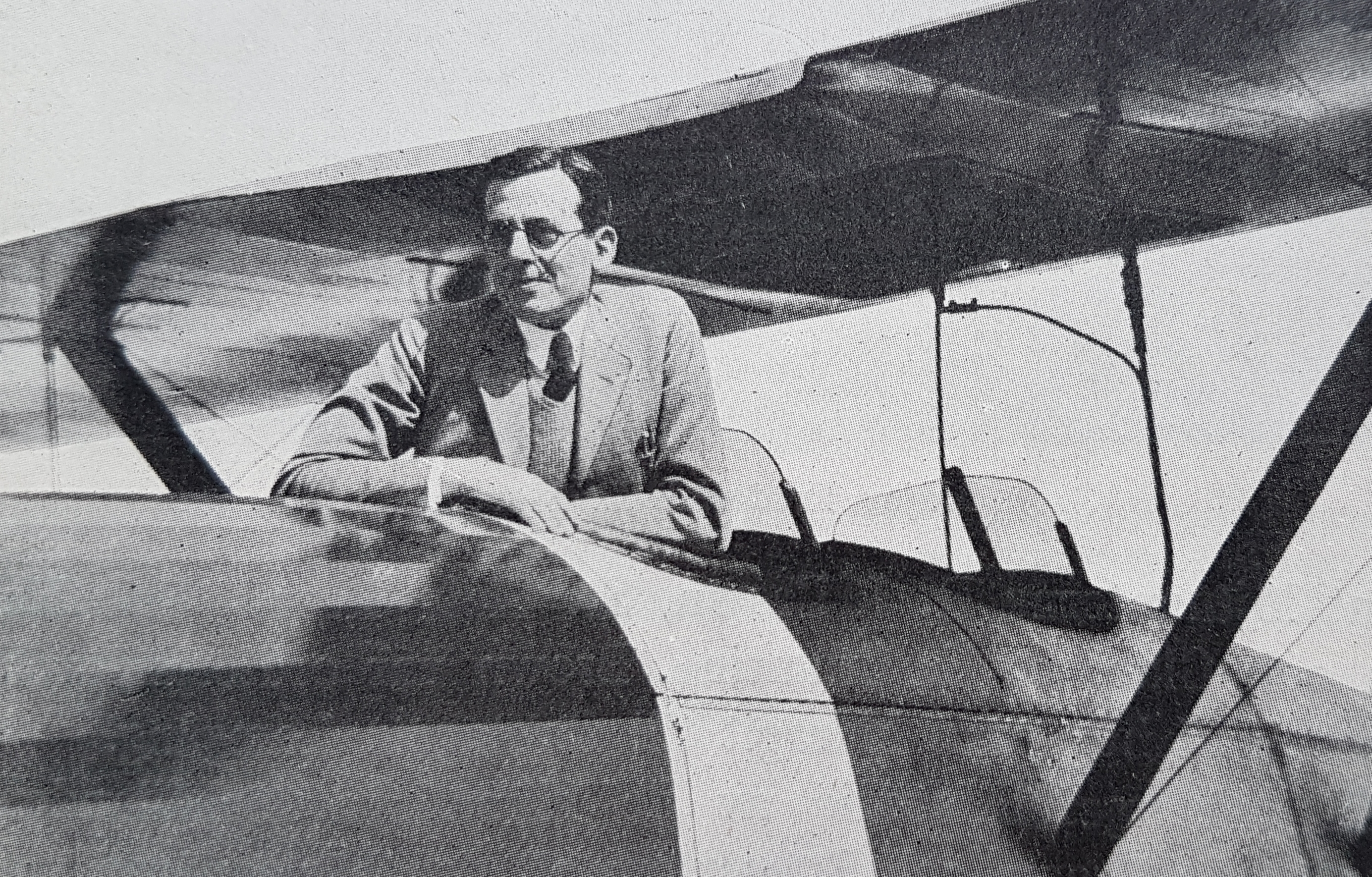
1946年的道格拉斯

道格拉斯1914年毕业于麻省理工机械工程专业。后曾在格伦·L·马丁公司任总工程师。1920年道格拉斯离开格伦·L·马丁公司成立了戴维斯－道格拉斯公司，试图推出Douglas Cloudster客机，计划失败后戴维斯撤股，道格拉斯另行开办道格拉斯公司。1934年推出了双引擎运输机DC-2。1936年推出了DC-3，與DC-3的军用衍生版本C-47。1957年从公司总裁职位上退休，但保留董事长之职。1967年道格拉斯公司拼命拓展DC-8、DC-9客机与A-4战机的产量以应对交货的延迟，而且公司也在应付质量和财务问题以及DC-10的巨额研发投入，加之越战带来的不利影响，道格拉斯同意与麦克唐纳公司合并组成麦克唐纳－道格拉斯公司，随后被公司授予终身荣誉主席称号。1981年2月1日逝世，享年88岁。